# Telgate
Telgate [telˈɡaːte] (Telgàt [tɛlˈɡat] in dialetto bergamasco) è un comune italiano di 5 058 abitanti della provincia di Bergamo in Lombardia.
Situato ai margini orientali della provincia di Bergamo, tra la pianura e le prime propaggini delle Orobie, dista circa 18 chilometri a sud-est dal capoluogo orobico e fa parte della Bassa Bergamasca.

## Storia
Il centro era già noto in epoca romana con il nome di Mutatio Tellegate quando situato sulla via Gallica, strada romana di collegamento tra le maggiori municipia della pianura padana fungeva appunto da stazione per il cambio dei cavalli. La via permetteva il collegamento tra Grado e Augusta Taurinorum, Telgate poteva vantare una stazione per il cambio dei cavalli dei viaggiatori, chiamata Mutatio, come citato nell'Itinerarium Burdigalense lo scritto di un anonimo pellegrino che raccontò il suo viaggio da Burdigala fino a Gerusalemme nel 333 - 334.
Tuttavia i primi documenti scritti che ne attestano l'esistenza, risalgono all'anno 830, quando ne sono menzionate le chiese.
Ed è proprio nelle chiese che Telgate vede svolgere la gran parte degli avvenimenti storici avvenuti sul proprio territori: nel 1156, in pieno medioevo, nella chiesa di San Michele, di cui oggi non resta più nulla, venne firmata la tregua tra le avverse fazioni di bergamaschi e bresciani, che si erano precedentemente affrontate nella sanguinosa battaglia delle Grumore.
Questo trattato tuttavia non sortì gli effetti sperati, poiché le battaglie ripresero ben presto, portando nuovamente la paura nella zona. Fu un altro trattato di pace, firmato nella locale chiesa di San Pietro nel 1198 dagli stessi contendenti, a riportare la tranquillità nel paese.
In questo periodo tennero corte in Telgate i componenti dell'antica e nobile famiglia dei Vavassori, divenuti signori del castello, ai quali subentrarono nel 1387 i nobili Marenzi che compirono anche lavori di consolidamento e di ristrutturazione all'intera opera di fortificazione, convertendo parte dell'antico castello in signorile abitazione.
Quella dei Marenzi era una ricchissima e potente famiglia con proprietà anche a Sarnico, Tagliuno, Cividino e molte altre località della bergamasca. I Marenzi furono signori di Telgate fino al 1440, anno in cui il duca di Milano Filippo Maria Visconti (1412 – 1447) conferì loro il titolo di conti di Telgate e di Tagliuno.
La tranquillità continuò nei secoli seguenti anche grazie all'avvento della dominazione della Repubblica di Venezia, avvenuta nel corso del XV secolo, che diede nuovi impulsi al commercio di Telgate, terra di confine tra la bergamasca ed il bresciano.
Nel 1797, dopo l'avvento di Napoleone e della Repubblica Cisalpina, il paese fu aggregato al comune di Grumello del Monte, venendo quindi ridotto al ruolo di frazione.
Con l'annessione al Regno Lombardo-Veneto Telgate recuperò la sua autonomia, anche se le principali direttrici commerciali vennero deviate verso la Valcalepio, lasciandogli il ruolo di piccolo e tranquillo centro agricolo.
Soltanto nel corso del XX secolo l'industrializzazione e la costruzione dell'Autostrada A4 proprio sul proprio territorio, riportarono il paese ad assumere un ruolo importante nella zona.

### Simboli
Lo stemma e il gonfalone del Comune di Telgate sono stati concessi con decreto del presidente della Repubblica del 27 marzo 1992.
(D.P.R. del 27/3/1992)
Il castello è ripreso dal blasone dei conti Gisalbertini, dei Vavassori e dei Marenzi, feudatari del paese. Nel borgo esisteva un castello di sette torri di cui oggi ne restano solo due, una delle quali trasformata in campanile. La conchiglia e la croce nel capo vogliono significare che la pieve locale, che esercitava il suo potere su un territorio molto vasto, somministrava la funzione battesimale.
Gonfalone

## Monumenti e luoghi d'interesse
La chiesa parrocchiale (arcipresbiterale), dedicata a San Giovanni Battista, è stata edificata nel corso del XV secolo e poi ricostruita due secoli più tardi. Recentemente ristrutturata, presenta opere di Gian Paolo Cavagna, di Pietro Damini e del Paglia, nonché il coro attribuito al Fantoni.

### Torre Campanaria
A margine dell'edificio sacro si trova il campanile, originariamente costruito come torre in epoca medievale.

### Castello Marenzi
Il Mastio del Castello di Telgate, in piazza degli Alpini è l'ultima parte rimasta visibile assieme alla torre adibita a campanile del poderoso castello, costruito per volere dei conti Gisalbertini dall'XI secolo, queste primitive fortificazioni furono rinforzate dai conti Marenzi a partire dal XIV secolo, il Mastio ora è sede del gruppo locale degli Alpini e della biblioteca comunale.

### Chiesa di San Giuliano
Un'altra chiesa presente sul territorio è quella intitolata a San Giuliano. Di antiche origini, pare risalga addirittura al XIII secolo, con una ristrutturazione risalente al XVIII secolo. In un'ulteriore ristrutturazione, avvenuta in tempi più recenti, sono emersi bellissimi affreschi databili al XVI secolo.

### Dimore Storiche (Villa Marenzi-Bonetti, Villa Agosti-Ferrari)
Numerose sono anche le dimore storiche degne di nota: la Villa Marenzi-Bonetti, con un ampio giardino ed affreschi ottocenteschi e la Villa Agosti-Ferrari, oggi adibita ad oratorio.

## Patrono
Il patrono di Telgate è il Santo Crocifisso e si festeggia a ogni anno il 3 maggio.
La statua del santo crocifisso è ora conservata, dietro ad un vetro e coperta da un velo, all'interno della chiesa di San Giovanni Battista. il velo viene tolto solamente durante le festività religiose e il giorno del patrono.

## Società

### Evoluzione demografica
Abitanti censiti

### Etnie e minoranze straniere
Al 31 dicembre 2022 vi erano 1.236 stranieri, pari al 26,22% degli abitanti.
In termini percentuali, Telgate è il terzo comune lombardo con la più alta popolazione straniera, dopo Rocca de' Giorgi (dove gli stranieri rappresentano il 30,95% della popolazione) e Baranzate (30,6%). Tra tutti i comuni italiani, oltre ai già citati Rocca de' Giorgi e Baranzate, segue Chiusavecchia (29,8%) e San Pio delle Camere (29,35%)  ed Airole (28,3%). È quindi sesto in questa classifica.

## Amministrazione

### Gemellaggi
- Šmartno pri Litiji

## Sport

### Calcio
La prima società ad essere fondata ufficialmente fu il Gruppo Sportivo Telgate, meglio noto come Telgate.
Fondato nel 1980 come Gruppo Sportivo Intim Helen, cambiò denominazione in Gruppo Sportivo Telgate nel 1987, anno in cui venne promosso in Serie C2. Nel 1989 si fuse con l'Associazione Calcio Palazzolo, andando a costituire l'Associazione Calcio Palazzolo-Telgate. Le partite di casa venivano disputate allo stadio comunale.
Dagli anni '90 in poi la società cambiò il nome della squadra in Sirmet Telgate aggiungendo il nome dello sponsor; nominativo rimasto fino alla stagione 2019-2020.
Nell'estate 2020 si è costituita la Real Calepina FC a seguito della fusione fra Sirmet Telgate e Atletico Chiuduno Grumellese.
La squadra disputa le partite casalinghe nello stadio Luciano Libico a Grumello del Monte.

#### Football Americano
Nel 1993 il paese di Telgate divenne patria del football americano nazionale ed europeo. Il 10 luglio 1993 nello Stadio comunale si disputò il XIII Superbowl Italiano dove i Lions Bergamo sconfissero per 48 - 39 i Gladiatori Roma; Scott Withehouse, running back dei Lions, fu eletto MVP del match.
Mentre nei mesi di luglio e agosto si disputarono le semifinali e finali del torneo continentale di football americano, ne uscì vincitrice la Finlandia che sconfisse i padroni di casa dell'Italia. Le altre due partecipanti furono Svezia e Germania.